# Antillocoris minutus
Antillocoris minutus är en insektsart som först beskrevs av Ernst Evald Bergroth 1895.  Antillocoris minutus ingår i släktet Antillocoris och familjen Rhyparochromidae. Inga underarter finns listade i Catalogue of Life.